# 1911
1911 (MCMXI) byl rok, který dle gregoriánského kalendáře započal nedělí.

## Události
Česko
- Jaroslav Hašek založil stranu mírného pokroku v mezích zákona
- 12. února
  - byla založena Agrární banka
  - v Těšíně (dnes Český Těšín a Cieszyn) byl zahájen provoz elektrické tramvaje
- 13. května uskutečnil inženýr Jan Kašpar historický první dálkový let v Čechách – z Pardubic do Velké Chuchle (121 km překonal za 92 minut ve výšce okolo 800 m).
- 11. června – Byl založen fotbalový klub FC Viktoria Plzeň.
- 7. září  – Velký požár ve Velké, který trval tři dny. Zničil úplně 21 usedlostí se vší úrodou a zařízením hospodářů, nebylo možno se přiblížit k ohni pro velký žár, neboť hodně stavení bylo dřevěných a kryto došky. O bydlení přišlo 33 rodin, škoda byla úředně odhadnuta na 426 000 Kč
- 1. listopadu – Byl zahájen elektrický provoz na dráze Hrušov – Polská Ostrava.

Předlitavsko
- 28. června – předsedou vlády (potřetí) Paul Gautsch
- 3. listopadu – předsedou vlády Karl Stürgkh (do 1916)

Svět
- 1. července zakotvil v marockém přístavu Agadir německý dělový člun SMS Panther. Tento „skok Panthera do Agadiru“ vedl k eskalaci druhé marocké krize a zvýšení mezinárodního napětí, vedoucího nakonec k 1. světové válce.
- 24. července objevil Hiram Bingham ruiny inckého města Machu Picchu.
- 14. prosince – Roald Amundsen a čtyři další účastníci jeho expedice jako první stanuli na jižním pólu
- pád dynastie Čching v Číně
- povodeň na řece Jang-c’-ťiang, asi 100 000 lidí zemřelo
- svolána první „Haagská opiová konference“
- zamrzly Niagarské vodopády

## Vědy a umění
- 8. dubna – Heike Kamerlingh Onnes objevil nízkoteplotní supravodivost
- 20. listopadu – Mahlerova Das Lied von der Erde má premiéru v Mnichově.
- byla založena německá expresionistická skupina Der Blaue Reiter (Modrý jezdec)
- IBM se stala akciovou společností
- Shell Canada založení společnosti a začátky podnikání v Kanadě

## Nobelova cena
- Nobelova cena za fyziku – Wilhelm Wien za formulování zákonů tepelného záření
- Nobelova cena za fyziologii a lékařství – Allvar Gullstrand – (Švédsko)
- Nobelova cena za chemii – Marie Curie-Skłodowská za objev radia a polonia
- Nobelova cena za literaturu – Maurice Maeterlinck (Belgie)
- Nobelova cena za mír – Tobias Michael Carel Asser a Alfred Hermann Fried – založil Německou mírovou společnost

## Narození

### Česko

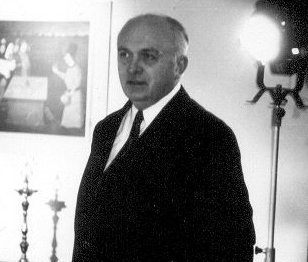
Otakar Vávra (* 28. února)

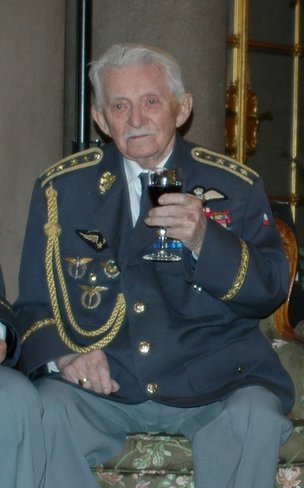
František Peřina (* 8. dubna)

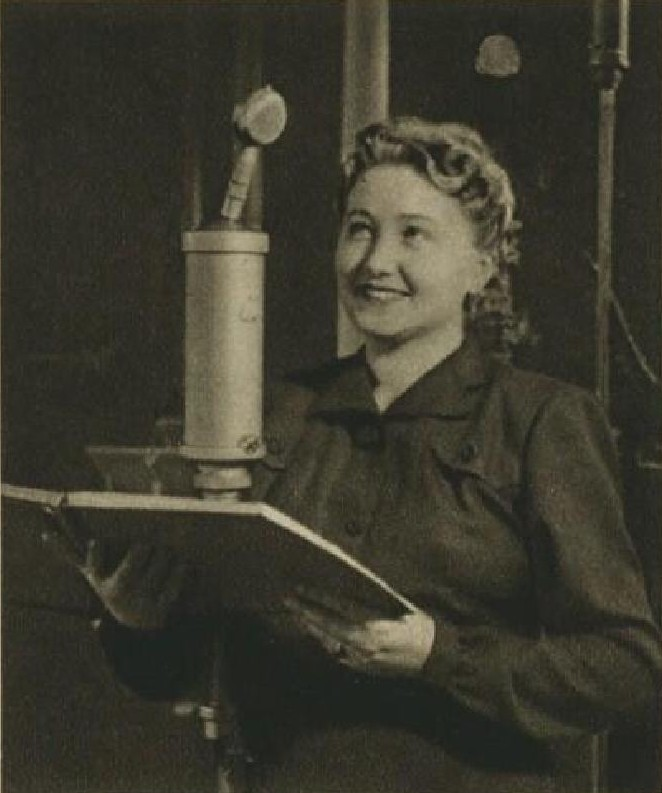
Maria Tauberová (* 28. dubna)

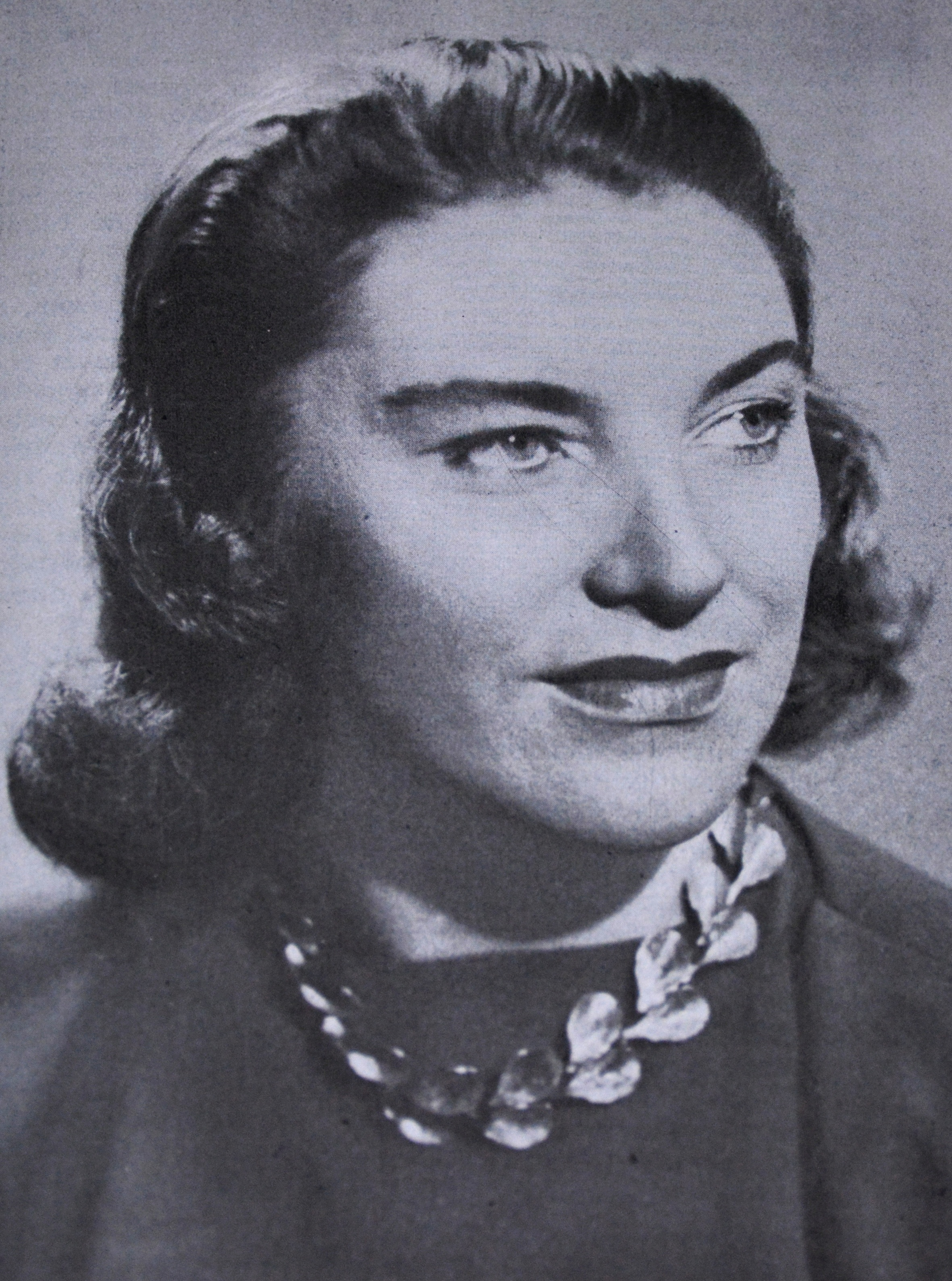
Marie Vášová (* 16. května)

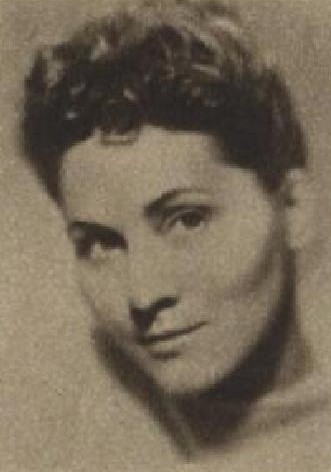
Marie Glázrová (* 12. července)

- 2. ledna – Sláva E. Nováček, skladatel († 27. března 1979)
- 3. ledna
  - Valter Feldstein, překladatel († 6. března 1970)
  - František Kahuda, fyzik, pedagog a politik († 12. února 1987)
- 7. ledna
  - Světla Amortová, herečka a politička († 14. března 1985)
  - Zdeněk Jirotka, spisovatel († 12. dubna 2003)
  - František Tručka, malíř († ?)
- 11. ledna – Jaromír Wíšo, malíř († 26. dubna 1992)
- 22. ledna – Jan Klán, válečný pilot († 10. prosince 1986)
- 27. leden – Karel Myslikovjan, malíř († 9. října 1961)
- 28. ledna – Oldřich Rulc, československý fotbalový reprezentant († 3. dubna 1969)
- 29. ledna – František Váhala, egyptolog († 29. prosince 1974)
- 30. ledna – Josef Otisk, voják a velitel výsadku Wolfram († 10. ledna 1986)
- 3. února – Blažena Janečková, československá šachistka († 1961)
- 6. února – Vladimír Vand, fyzik († 4. dubna 1968)
- 8. února – Jaroslav Valenta,sekretář Akademické YMCA, za protektorátu významná postava protiněmeckého odboje. († 24. října 1942)
- 18. února – Erich Kulka, spisovatel († 12. července 1995)
- 20. února – Adolf Turek, historik, archivář a politik († 20. března 1998)
- 23. února – Jarmila Urbánková, česká překladatelka a lyrická básnířka († 13. května 2000)
- 24. února – Štěpán Benda, vysokoškolský učitel a exilový československý politik († 12. června 2000)
- 26. února
  - Alois Kříž, novinář kolaborující s nacisty († 26. března 1947)
  - Josef Smrkovský, československý politik († 15. ledna 1974)
- 28. února – Otakar Vávra, režisér († 15. září 2011)
- 1. března – Engelmar Hubert Unzeitig, sudetský kněz a řeholník, odpůrce nacismu († 2. března 1945)
- 6. března
  - Samuel Takáč, ministr vlády Československa († 21. září 1981)
  - František Teuner, lékař a pronacistický kolaborant († 1978)
- 9. března
  - Otýlie Vranská, oběť brutální vraždy († 1. září 1933)
  - Rudolf Kundera, moravský malíř († 9. ledna 2005)
- 11. března – Jiří Faltus, umělecký knihař († 2. listopadu 1993)
- 20. března – Darja Hajská, zpěvačka, herečka a spisovatelka († 18. března 1981)
- 21. března – Antonín Kubec, příslušník výsadku Bronse († 15. března 1943)
- 26. března – Karel Dvořák, spisovatel, novinář, divadelník a překladatel († 13. května 1988)
- 29. března – Vladimír Hawlík, varhaník a skladatel († 18. prosince 1993)
- 3. dubna – Oldřich Marek, entomolog († 26. prosince 1986)
- 4. dubna
  - Marie Kettnerová, česká stolní tenistka († 28. února 1998)
  - Václav Čtvrtek, spisovatel pro děti a mládež († 6. listopadu 1976)
- 8. dubna – František Peřina, generál, legendární pilot († 6. května 2006)
- 14. dubna – Jan Žalman, filmový kritik a teoretik († 27. září 1990)
- 15. dubna – Josef Pohl, československý voják, oběť komunismu († 25. května 1950)
- 17. dubna – Josef Kuhn, hudební skladatel a varhaník († 30. ledna 1984)
- 24. dubna – Jan Pelnář, ministr vnitra vlád ČSSR († 28. dubna 1982)
- 26. dubna – Erich Orlický, skladatel († 1982)
- 27. dubna – Pavel Eckstein, muzikolog, hudební kritik a dramaturg († 20. července 2000)
- 28. dubna – Maria Tauberová, operní pěvkyně († 16. ledna 2003)
- 29. dubna
  - Jiří Novotný, architekt a urbanista († 24. prosince 2000)
  - Jaroslav Šlezinger, sochař († 2. srpna 1955)
- 9. května – Miroslav Hák, fotograf († 29. července 1978)
- 16. května – Marie Vášová, herečka († 6. srpna 1984)
- 25. května – František Horák, český knihovník, bibliograf († 18. února 1983)
- 3. června – Michael Florian, grafik († 25. února 1984)
- 9. června – Eva Vrchlická mladší, tanečnice a choreografka († 6. listopadu 1996)
- 11. června – Josef Budský, herec, divadelní režisér a zpěvák († 31. ledna 1989)
- 18. června – Jindřich Uher, ministr několika vlád Československa († 26. července 1985)
- 5. července
  - Karel VI. Schwarzenberg, kníže, spisovatel, heraldik († 9. dubna 1986)
  - Jiří Taufer, básník a překladatel († 3. prosince 1986)
- 6. července – Jiří Sobotka, československý fotbalový reprezentant († 20. května 1994)
- 7. července – Bohuslav Kouba, příslušník výsadku Bioscop († 3. května 1942)
- 11. července – Marie Glázrová, herečka († 19. února 2000)
- 22. července – František Fric, český lesní inženýr a spisovatel († 7. října 1975)
- 12. srpna
  - Pavel Hromek, příslušník výsadku Bauxite († 10. září 1977)
  - Hans Ernest Oplatka, fotograf († 1. prosince 1992)
  - Oldřich Zajíček, československý fotbalový reprezentant († 21. května 1956)
- 20. srpna – Bohumil Bednařík, voják a velitel výsadku Chalk († 28. února 1973)
- 23. srpna – Ladislav Babůrek, malíř († 9. ledna 1973)
- 28. srpna – Miroslav Šmok, čs. ministr hutního průmyslu († 2002)
- 7. září – Karel Hes, československý fotbalový reprezentant († 1947)
- 11. září – Josef Buršík, generál, politický vězeň a účastník zahraničního odboje († 30. června 2002)
- 20. září – Gustav Janíček, chemik, rektor VŠCHT († 24. dubna 1995)
- 26. září – Marie Eliška Pretschnerová, řeholnice († 4. května 1993)
- 29. září
  - Bedřich Reicin, agent NKVD, politik, oběť vlastních soudruhů († 3. prosince 1952)
  - Tomáš Vybíral, český stíhač († 21. února 1981)
- 4. října – František Vojtek, kněz, jezuita, filozof († 22. července 1981)
- 8. října
  - Jaroslav Krátký, příslušník výsadkové operace Karas († únor 1945)
  - Karel Vlach, kapelník swingového Orchestru Karla Vlacha († 26. února 1986)
- 10. října – Karel Čurda, voják, člen paradesantu Out Distance a konfident gestapa († 29. dubna 1947)
- 12. října – Alois Lukášek, malíř († 14. dubna 1984)
- 15. října – Dobroslav Líbal, historik architektury († 9. února 2002)
- 18. října
  - Egon Karter, česko-švýcarský herec a operní zpěvák († 17. listopadu 2006)
  - František Závorka, voják a velitel výsadkové skupiny Antimony († 16. ledna 1943)
- 21. října – Helena Bušová, herečka († 1986)
- 22. října – Karel Hlásný, podplukovník čs. armády, exulant († 20. listopadu 1982)
- 25. října – Alois Honěk, lékař a houslař († 30. června 2002)
- 31. října – Karel Dvořáček, spisovatel († 20. srpna 1945)
- 11. listopadu – Jiří Hartman z Lichtenštejna, kníže († 18. ledna 1998)
- 15. listopadu – Leopold Musil, voják a příslušník výsadku Tungsten († 23. října 1997)
- 18. listopadu – Václav Renč, básník a dramatik († 30. dubna 1973)
- 19. listopadu – Eduard Dubský, herec († 2. března 1989)
- 27. listopadu – Mirko Vosátka, spisovatel, přírodovědec, skaut a vychovatel († 19. ledna 2004)
- 7. prosince – Jan Viktor Mládek, americký ekonom polsko-českého původu († 7. srpna 1989)
- 12. prosince – Erich Auerbach, novinářský fotograf († 1977)
- 17. prosince – – Maurus Verzich, opat kláštera benediktinů v Praze na Slovanech (Emauzy) († 1992)
- 18. prosince – Josef Borůvka, ministr zemědělství a výživy († 30. července 1979)
- 24. prosince – Miloš Morávek, člen protinacistického a protikomunistického odboje († 1. srpna 1951)
- 25. prosince – Svatoslav Štěpánek, sériový vrah († 8. listopadu 1938)
- 27. prosince – Josef Gemrot, příslušník výsadku Calcium († 11. srpna 1955)
- 31. prosince – Ferdinand Faczinek, československý fotbalový reprezentant († 1991)
- ? – Antonín Vrbovec, fotbalový rozhodčí († ?)

### Svět

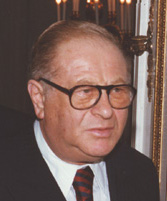
Bruno Kreisky (* 22. ledna)

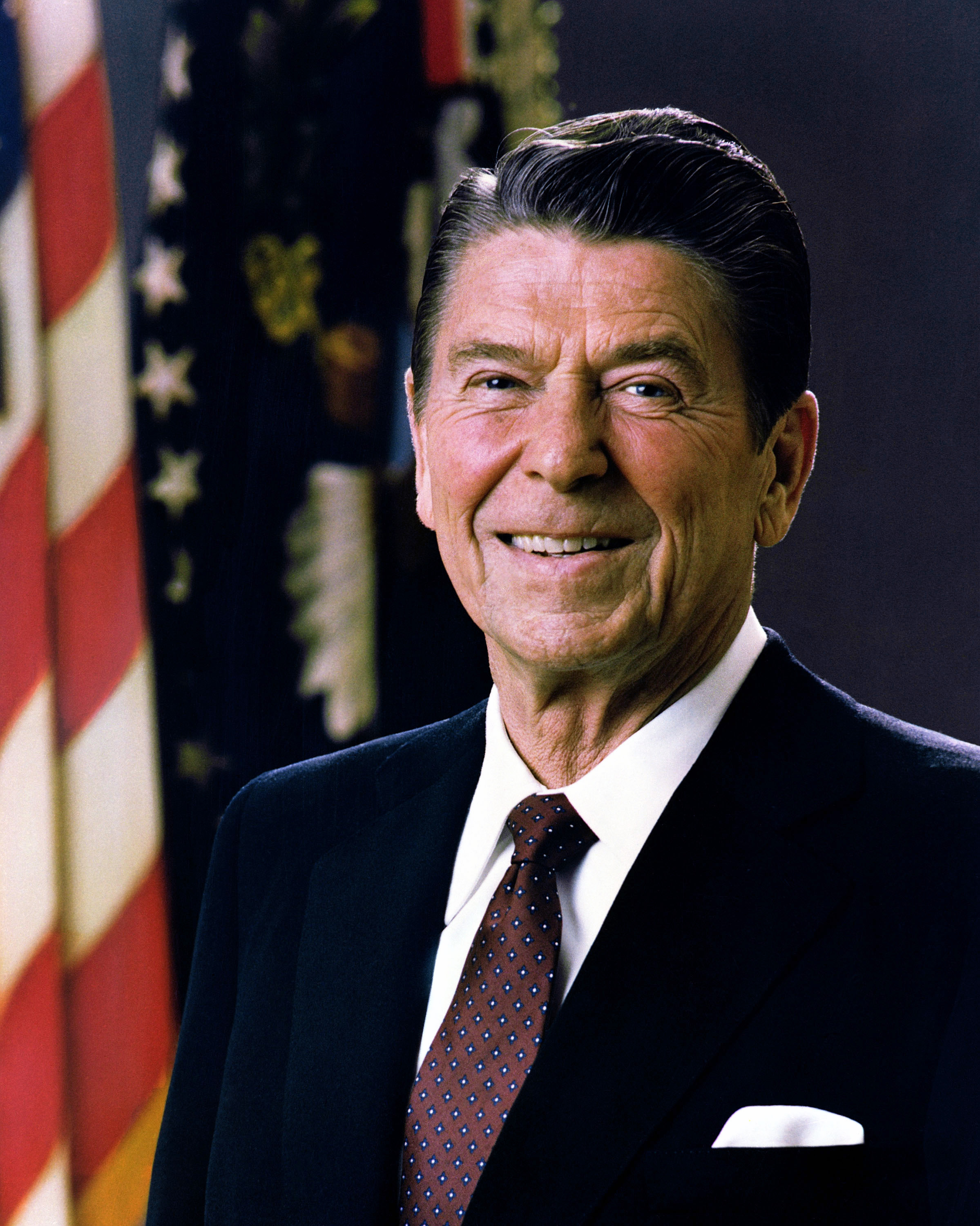
Ronald Reagan (* 6. února)

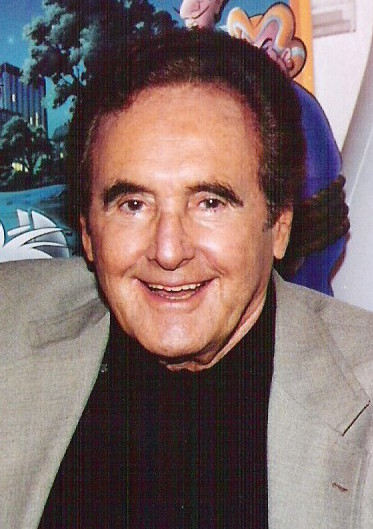
Joseph Barbera (* 24. března)

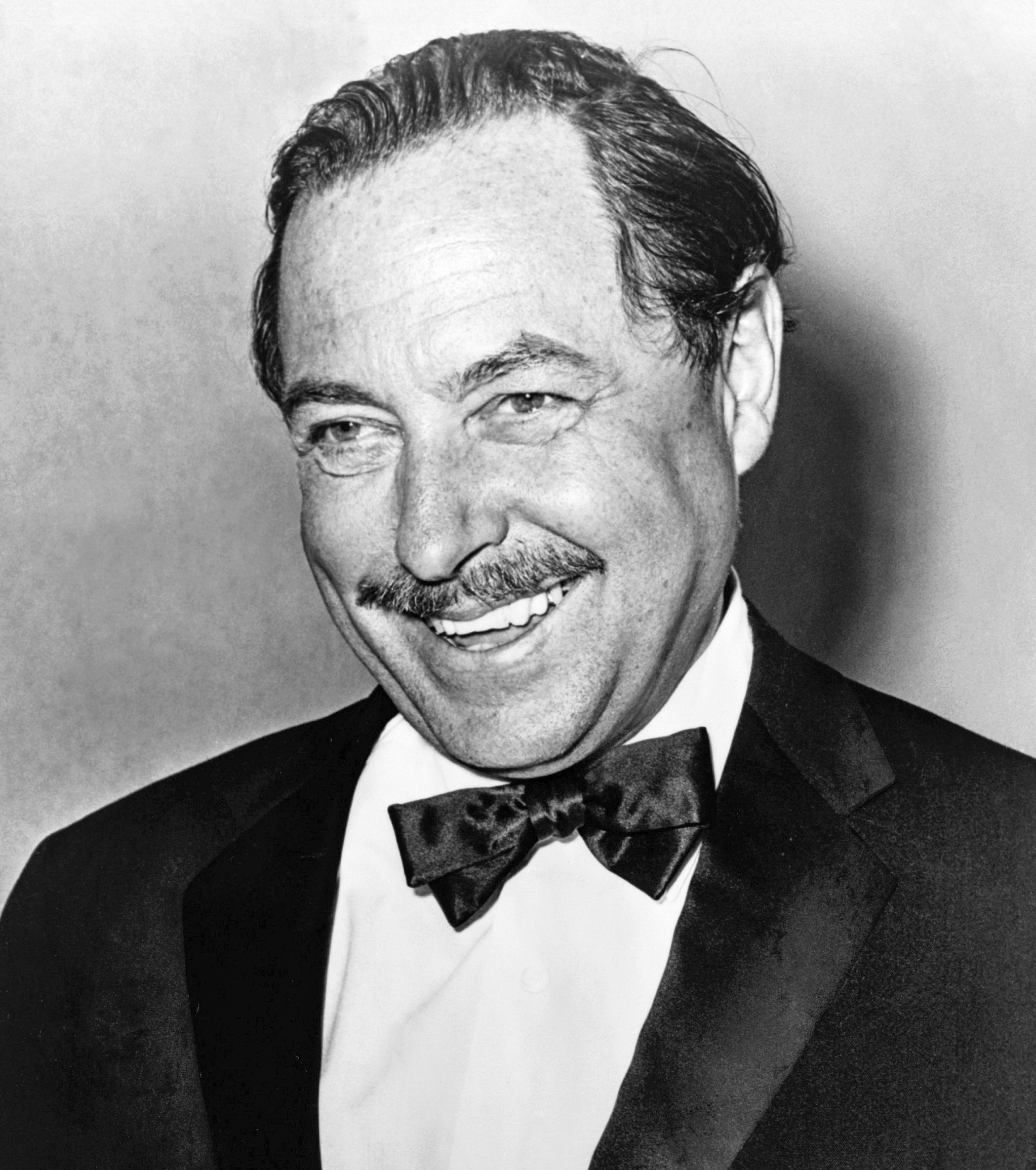
Tennessee Williams (* 26. března)

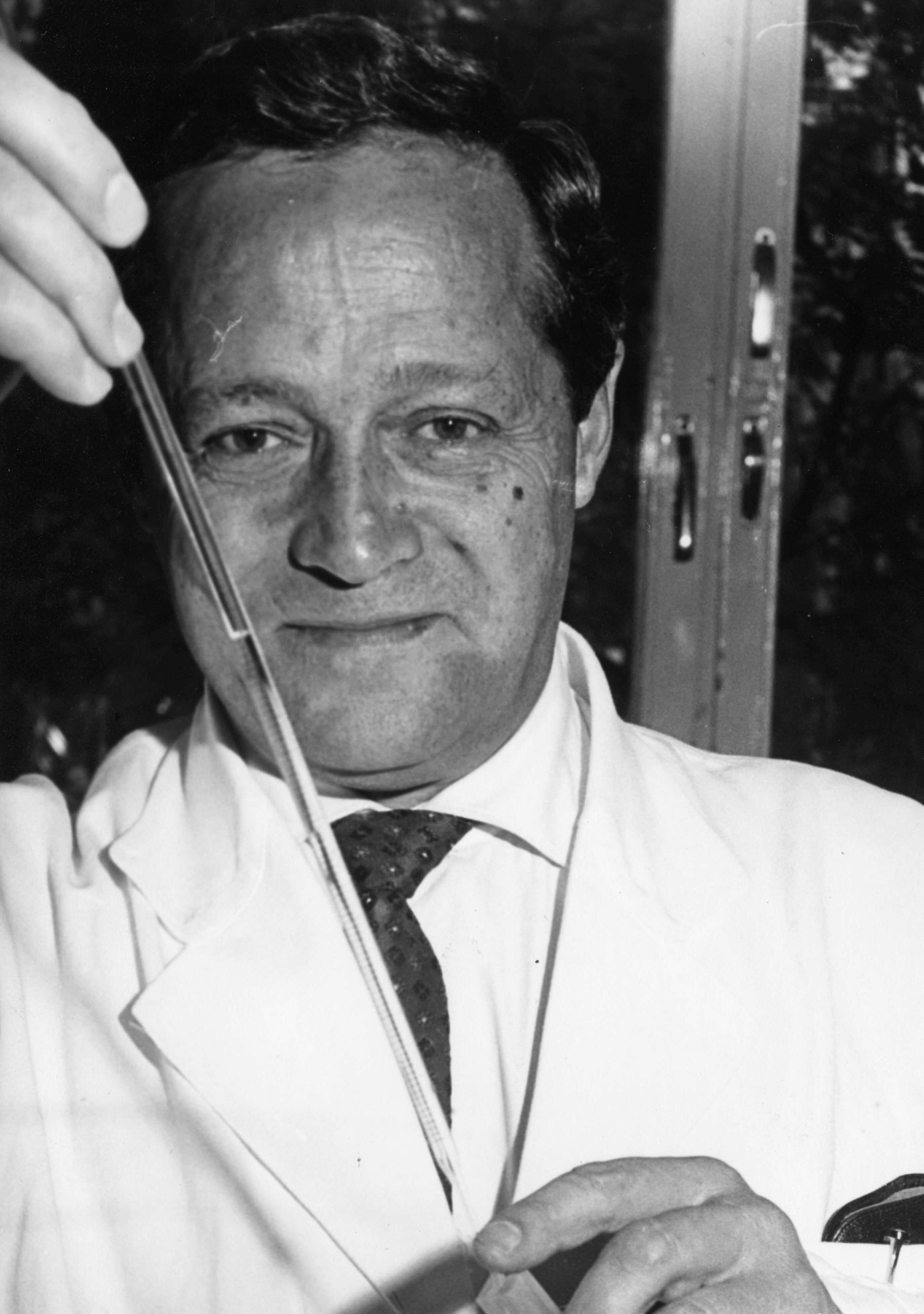
Feodor Lynen (* 6. dubna)

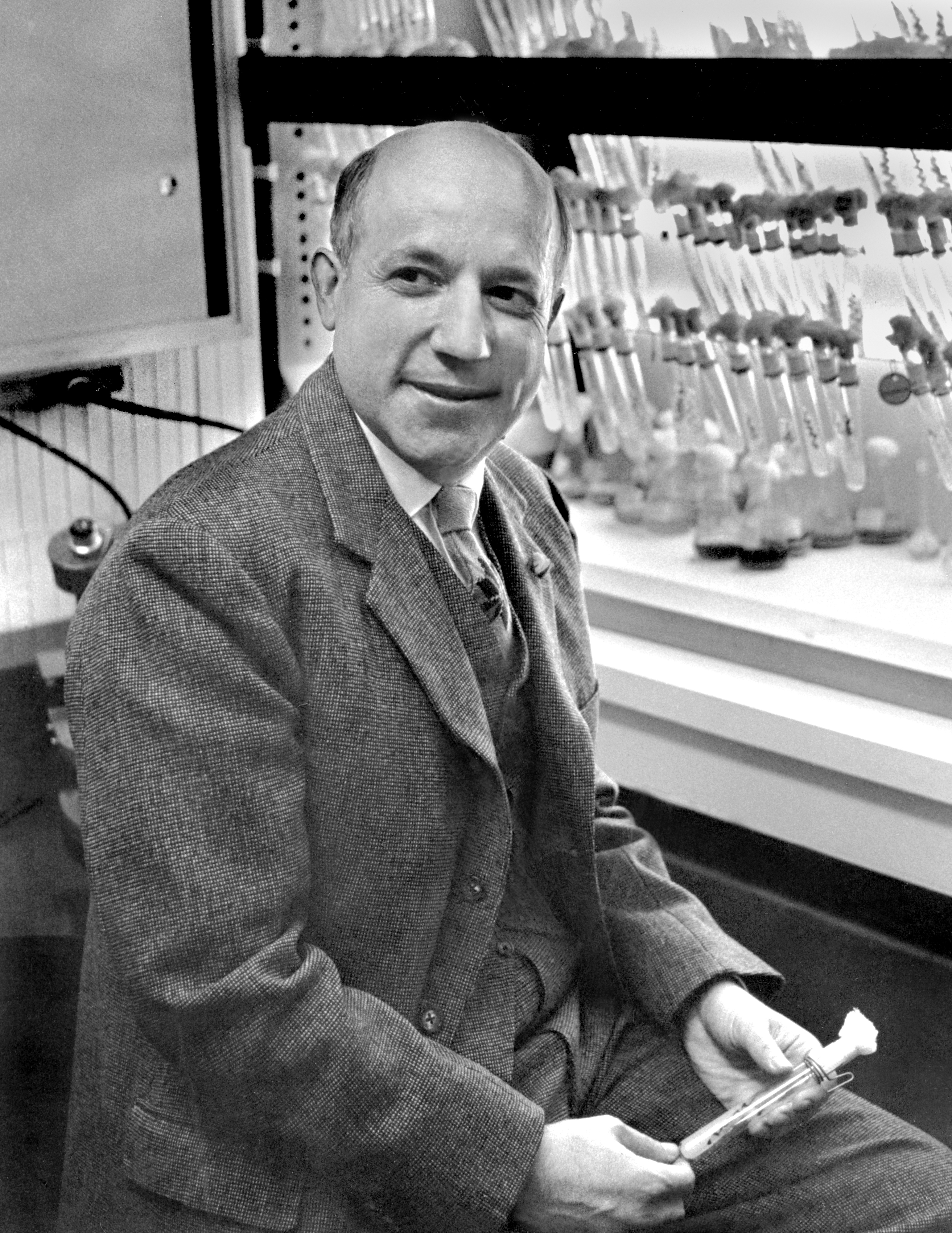
Melvin Calvin (* 8. dubna)

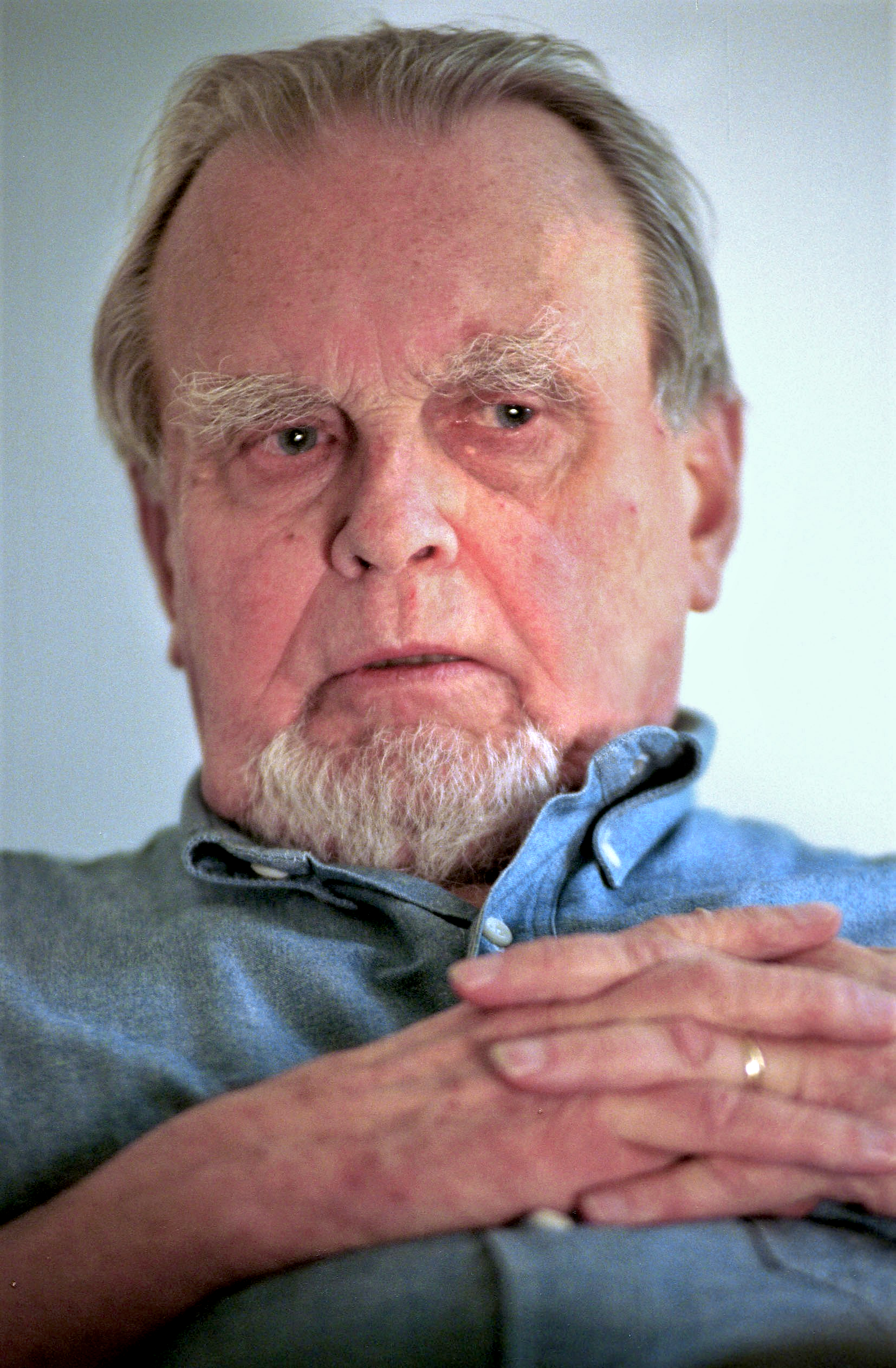
Czeslaw Milosz (* 30. června)

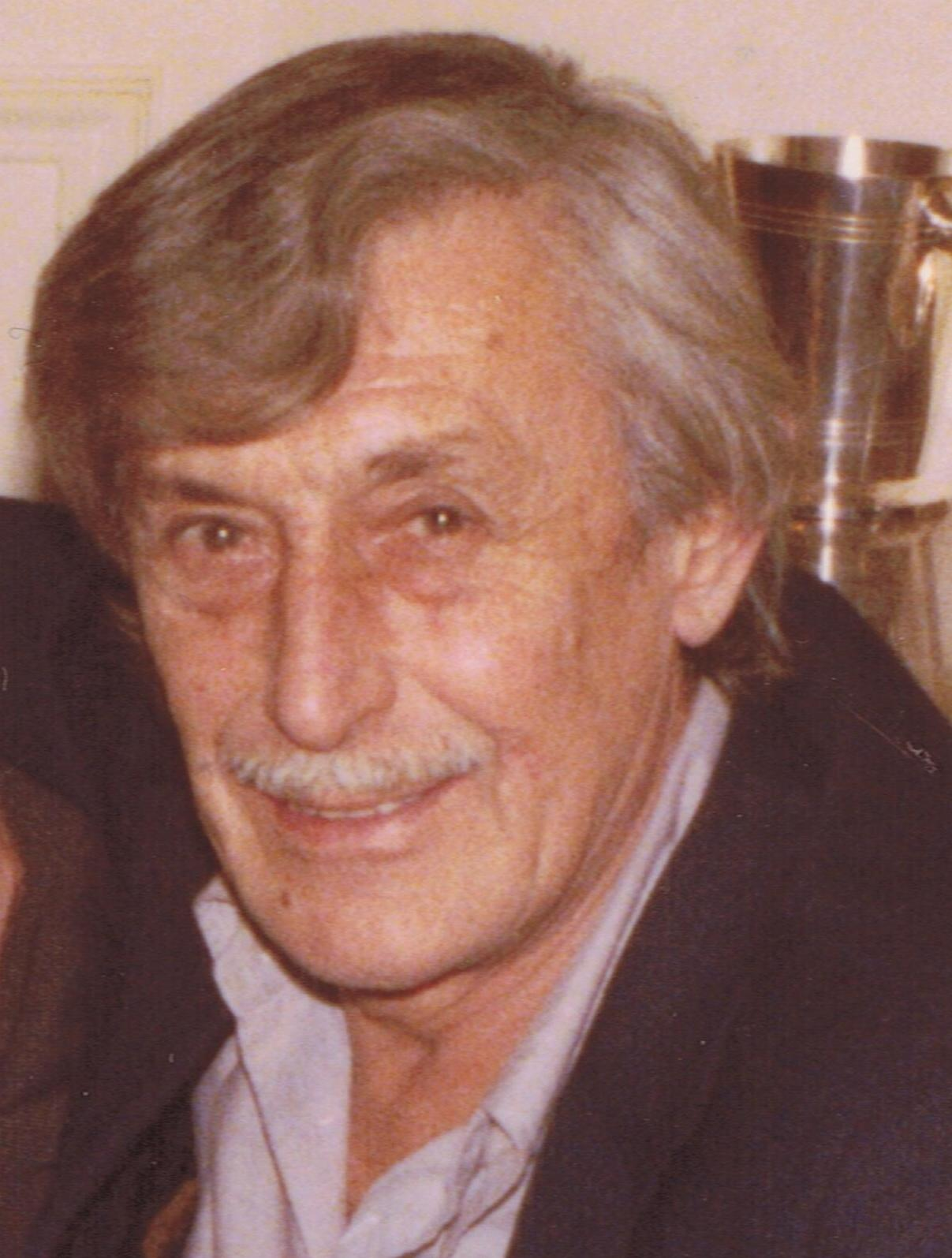
Viktor Někrasov (* 4. července)

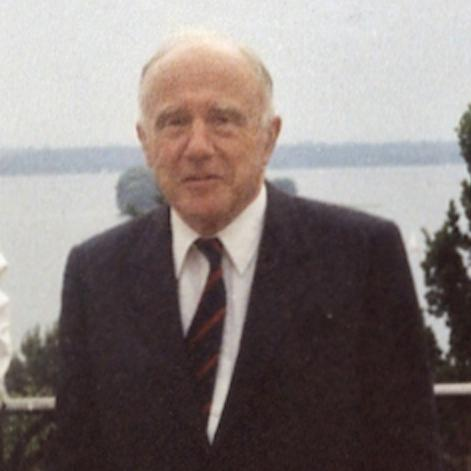
John Archibald Wheeler (* 9. července)

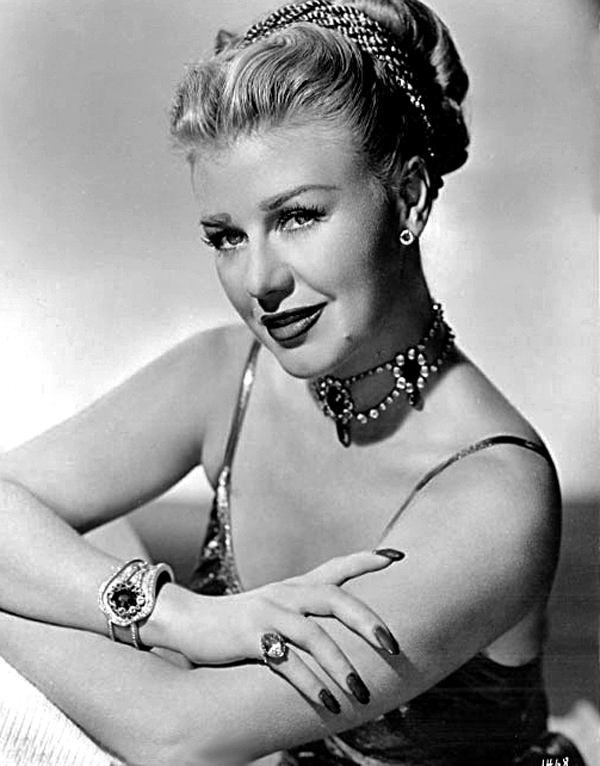
Ginger Rogers (* 16. července)

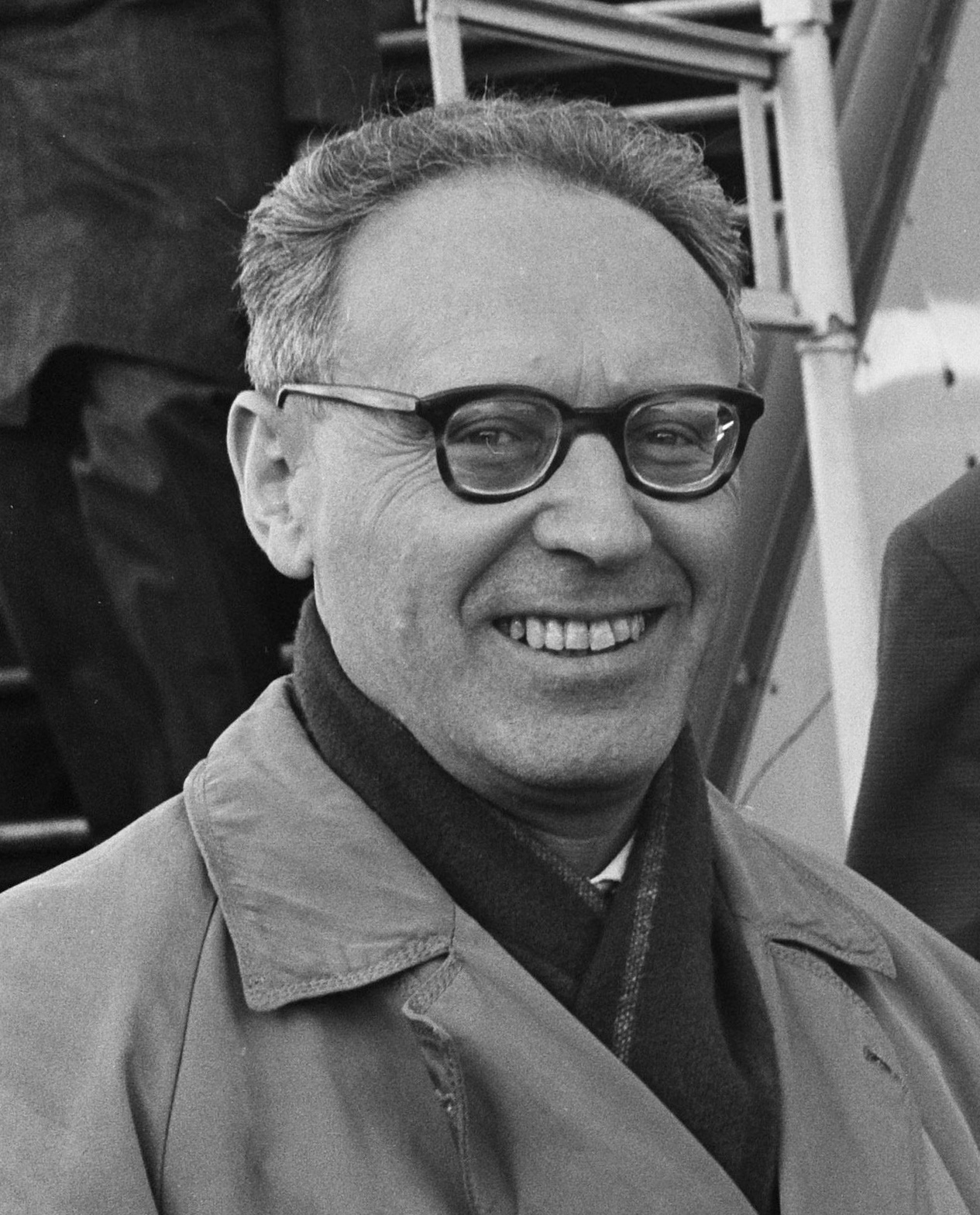
Michail Botvinnik (* 17. srpna)

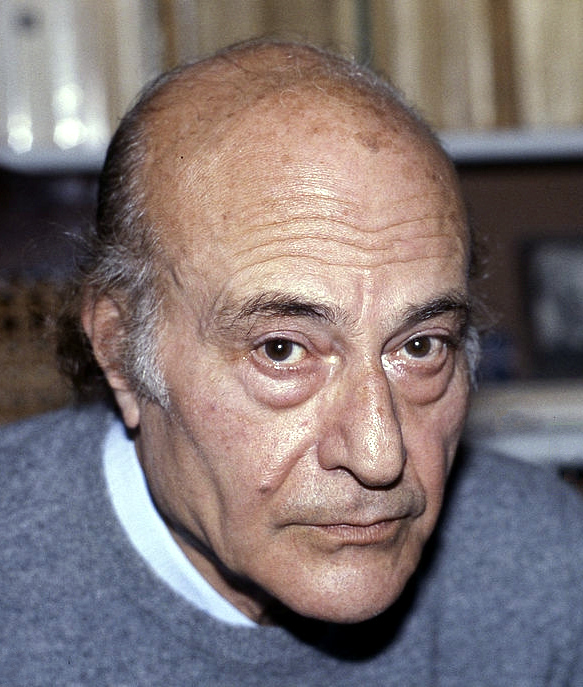
Odysseas Elytis (* 2. listopadu)

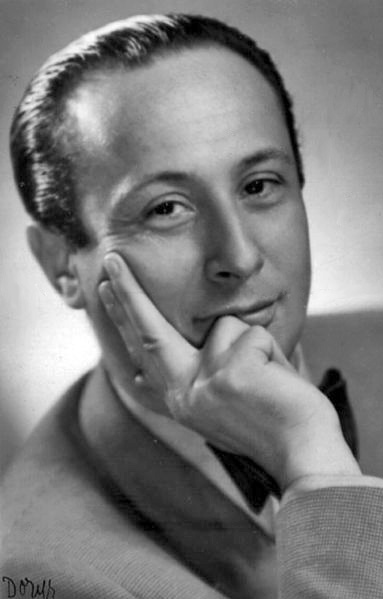
Władysław Szpilman (* 5. prosince)

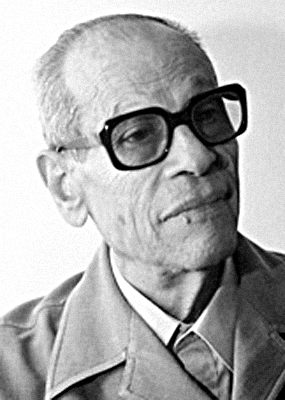
Nagíb Mahfúz (* 11. prosince)

- 1. ledna – Roman Totenberg, polsko-americký houslista († 8. května 2012)
- 8. ledna – Andrej Očenáš, slovenský hudební skladatel († 8. dubna 1995)
- 11. ledna – Zenkó Suzuki, premiér Japonska († 19. července 2004)
- 13. ledna – Guido del Mestri, italský kardinál († 2. srpna 1993)
- 14. ledna – Anatolij Rybakov, ruský spisovatel († 23. prosince 1998)
- 17. ledna
  - Moše Karmel, izraelský generál a politik († 14. srpna 2003)
  - George Stigler, americký ekonom, Nobelova cena 1982 († 1. prosince 1991)
  - Izis Bidermanas, francouzský fotograf († 16. května 1980)
- 18. ledna – Marin Franičević, chorvatský básník († 17. července 1990)
- 19. ledna – Garrett Birkhoff, americký matematik († 22. listopadu 1996)
- 20. ledna – Alfredo Foni, italský fotbalista († 28. ledna 1985)
- 22. ledna – Bruno Kreisky, rakouský kancléř († 29. července 1990)
- 26. ledna – Polykarp Kusch, americký fyzik († 20. března 1993)
- 30. ledna – Roy Eldridge, americký trumpetista († 26. února 1989)
- 31. ledna – Baba Vanga, bulharská nevidomá věštkyně († 11. srpen 1996)
- 3. února – Jehan Alain, francouzský skladatel, varhaník a válečný hrdina († 20. června 1940)
- 6. února – Ronald Reagan, prezident Spojených států amerických († 5. června 2004)
- 10. února – Mstislav Keldyš, sovětský vědec, matematik, fyzik a pedagog († 24. června 1978)
- 12. února
  - Cearbhall Ó Dálaigh, prezident Irska († 21. března 1978)
  - Charles Mathiesen, norský rychlobruslař, olympijský vítěz († 7. listopadu 1994)
- 18. února – Hans Woellke, německý olympijský vítěz ve vrhu koulí († 22. března 1943)
- 13. února – Wincenty Urban, polský biskup, profesor dějin církve, patrologie a dějin umění († 13. prosince 1983)
- 28. února – Eduard Hegel, německý teolog a církevní historik († 23. listopadu 2005)
- 8. března – Alan Hovhaness, arménsko-americký hudební skladatel († 21. června 2000)
- 12. března – William Stuart-Houston, nevlastní synovec Adolfa Hitlera († 14. července 1987)
- 13. března – L. Ron Hubbard, americký spisovatel, zakladatel dianetiky a scientologie († 24. ledna 1986)
- 14. března – Akira Jošizawa, japonský origamista († 14. března 2005)
- 16. března
  - Pierre Harmel, premiér Belgie († 15. listopadu 2009)
  - Josef Mengele, německý lékař proslulý zvrhlými testy na lidech († 7. února 1979)
- 20. března
  - Alfonso García Robles, mexický diplomat, Nobelova cena za mír 1982 († 2. září 1991)
  - Žofie Sasko-Výmarsko-Eisenašská, schwarzburská kněžna († 21. listopadu 1988)
- 24. března – Joseph Barbera, americký animátor, režisér, kreslíř († 18. prosince 2006)
- 26. března
  - John Langshaw Austin, britský jazykovědec († 8. února 1960)
  - Tennessee Williams, americký dramatik († 25. února 1983)
- 3. března – Ekrem Akurgal, turecký klasický archeolog († 1. listopadu 2002)
- 1. dubna – Adam Kozłowiecki, polský arcibiskup a kardinál († 28. září 2007)
- 3. dubna – Stanisława Walasiewiczová, americká sprinterka, olympijská vítězka 1932 († 4. prosince 1980)
- 6. dubna – Feodor Lynen, německý biochemik, Nobelova cena za fyziologii a medicínu 1964 († 6. srpna 1979)
- 7. dubna – Hervé Bazin, francouzský spisovatel († 17. února 1996)
- 8. dubna
  - Melvin Calvin, americký chemik, Nobelova cena († 8. ledna 1997)
  - Emil Cioran, rumunsko-francouzský filozof († 20. června 1995)
- 10. dubna – Maurice Schumann, francouzský politik, novinář a spisovatel († 9. února 1998)
- 11. dubna – Zdenko Kalin, slovinský sochař († 11. listopadu 1990)
- 14. dubna – Teodor Romža, rusínský řeckokatolický biskup († 1. listopadu 1947)
- 19. dubna – Georgij Mokejevič Markov, ruský sovětský spisovatel († 26. září 1991)
- 22. dubna – Max Dupain, australský fotograf († 27. července 1992)
- 23. dubna
  - Józef Cyrankiewicz, polský komunistický politik, předseda vlády († 20. ledna 1989)
  - Ronald Neame, anglický kameraman, scenárista a režisér († 16. června 2010)
- 24. dubna – Rıfat Ilgaz, turecký básník, a spisovatel († 7. července 1993)
- 27. dubna – Bruno Beger, německý nacistický antropolog († 12. října 2009)
- 30. dubna – Luise Rinserová, německá spisovatelka († 17. března 2002)
- 5. května – Andor Lilienthal, maďarský šachový velmistr († 8. května 2010)
- 6. května – Walter Müller, rakouský filmový herec a zpěvák († 2. března 1969)
- 8. května – Robert Johnson, americký bluesový muzikant († 16. srpna 1938)
- 9. května – Rafael Arnáiz Barón, španělský trapista, architekt a katolický světec († 26. května 1938)
- 14. května – Leen Vente, nizozemský fotbalista a trenér († 9. listopadu 1989)
- 15. května – Max Frisch, švýcarský spisovatel († 4. dubna 1991)
- 17. května – Ernst T. Krebs, americký biochemik († 8. září 1996)
- 20. května – Annie M. G. Schmidt, nizozemská básnířka a spisovatelka († 21. května 1995)
- 22. května – Anatol Rapoport, americký matematik, psycholog a sociolog († 20. ledna 2007)
- 23. května – Paul Augustin Mayer, německý kardinál († 30. dubna 2010)
- 27. května
  - Hubert Humphrey, americký státník a politik († 13. ledna 1978)
  - Teddy Kollek, starosta Jeruzaléma († 2. ledna 2007)
- 29. května
  - Annie Skau Berntsen, norská misionářka († 26. listopadu 1992)
  - Lea Goldbergová, izraelská básnířka, spisovatelka a překladatelka († 15. ledna 1970)
  - George Szekeres, maďarský a australský matematik († 28. srpna 2005)
- 30. května – Boris Pantělejmonovič Mirošničenko, sovětský diplomat a ekonom († 25. září 1987)
- 31. května – Maurice Allais, francouzský ekonom, Nobelova cena 1988 († 9. října 2010)
- 4. června
  - Faustino Oramas, kubánský zpěvák († 27. března 2007)
  - Milovan Djilas, srbský politik a marxistický teoretik († 20. dubna 1995)
- 9. června – Maclyn McCarty, americký genetik († 2. ledna 2005)
- 11. června – Peter Acht, německý historik a diplomat († 7. května 2010)
- 13. června – Luis Walter Alvarez, americký fyzik španělského původu († 1. září 1988)
- 14. června – Lina Heydrichová, manželka Reinharda Heydricha († 14. srpna 1985)
- 17. června – Viktor Někrasov, ruský spisovatel († 3. září 1987)
- 18. června – Ferdinand Schneider, německý chemik († 11. května 1984)
- 21. června – Ralph Wendell Burhoe, americký teolog († 8. května 1997)
- 22. června – Cecílie Řecká a Dánská, velkovévodkyně hesenská a sestra prince Filipa († 16. listopadu 1937)
- 24. června
  - Juan Manuel Fangio, argentinský automobilový závodník († 17. července 1995)
  - Ernesto Sábato, argentinský spisovatel († 30. dubna 2011)
- 25. června – William Howard Stein, americký biochemik, Nobelova cena za chemii 1972 († 2. února 1980)
- 26. června – Mildred Didriksonová, americká sportovkyně, olympijská vítězka († 27. září 1956)
- 28. června – Gerhard Stöck, německý olympijský vítěz v hodu oštěpem 1936 († 29. března 1985)
- 29. června – Bernard Herrmann, americký hudební skladatel († 24. prosince 1975)
- 30. června – Czesław Miłosz, polský spisovatel, Nobelova cena za literaturu 1980 († 14. srpna 2004)
- 1. července – Sergej Leonidovič Sokolov, maršál Sovětského svazu a ministr obrany († 31. srpna 2012)
- 2. července
  - Diego Fabbri, italský dramatik a scenárista († 14. srpna 1980)
  - Reg Parnell, britský pilot Formule 1 († 7. ledna 1964)
- 5. července – Georges Pompidou, prezident Francie († 2. dubna 1974)
- 7. července
  - Gian Carlo Menotti, italský hudební skladatel a libretista († 1. února 2007)
  - Bohuslav Partyk, slovenský ekonom († 12. září 1990)
- 9. července – John Archibald Wheeler, americký fyzik († 13. dubna 2008)
- 10. července – Cootie Williams, americký jazzový trumpetista († 15. září 1985)
- 11. července – Olive Cotton, australská fotografka († 2003)
- 14. července – Pavel Prudnikau, běloruský básník a spisovatel († 16. března 2000)
- 16. července – Ginger Rogersová, americká tanečnice, herečka a zpěvačka († 25. dubna 1995)
- 21. července – Marshall McLuhan, kanadský filozof a spisovatel († 31. prosince 1980)
- 29. července – Ján Cikker, slovenský hudební skladatel († 21. prosince 1989)
- 6. srpna
  - Lucille Ballová, americká komediální herečka († 26. dubna 1989)
  - Rade Končar, jugoslávský vůdce a partyzán († 22. května 1942)
- 7. srpna – István Bibó, maďarský právník, historik a politolog († 10. května 1979)
- 9. srpna
  - William Alfred Fowler, americký fyzik a astrofyzik, Nobelova cena za fyziku 1983 († 14. března 1995)
  - Pavol Čády, slovenský skladatel a textař († 5. prosince 1978)
- 16. srpna – Ernst Friedrich Schumacher, britský ekonom německého původu († 4. září 1977)
- 17. srpna
  - Michail Botvinnik, ruský šachový velmistr († 5. května 1995)
  - Ondrej Klokoč, předseda Slovenské národní rady († 26. března 1975)
- 22. srpna – Enric Valor i Vives, valencijský vypravěč a filolog († 13. ledna 2000)
- 23. srpna
  - Birger Ruud, norský lyžař, olympijský vítěz († 13. června 1998)
  - Elizabeth Robinsonová, americká sprinterka, dvojnásobná olympijská vítězka († 18. května 1999)
- 24. srpna
  - Viktor Barna, maďarský stolní tenista († 28. února 1972)
  - Konstantin Ustinovič Černěnko, nejvyšší představitel Sovětského svazu († 10. března 1985)
- 25. srpna
  - Võ Nguyên Giáp, vietnamský generál a státník († 4. října 2013)
  - André Leroi-Gourhan, francouzský antropolog, archeolog a historik († 19. února 1986)
- 28. srpna – Joseph Luns, nizozemský politik, generální tajemník NATO († 17. července 2002)
- 30. srpna – Arsenio Rodríguez, kubánský hudebník a skladatel († 30. prosince 1970)
- 2. září – Floyd Council, americký bluesový kytarista a zpěvák († 9. května 1976)
- 7. září – Todor Živkov, komunistický vůdce Bulharska († 5. srpna 1998)
- 9. září
  - Richard Baer, velitel koncentračního tábora Auschwitz I († 17. června 1963)
  - John Gorton, premiér Austrálie († 19. května 2002)
- 10. září – Nyrki Tapiovaara, finský režisér († 29. února 1940)
- 13. září – Bill Monroe, americký hudebník († 9. září 1996)
- 15. září – Anton Rašla, slovenský prokurátor a politik († 17. května 2007)
- 19. září
  - William Golding, anglický spisovatel († 19. června 1993)
  - Mukbile Sultan, osmanská princezna a vnučka sultána Mehmeda V. († 21. května 1955)
- 1. října – Heinrich Mark, předseda exilové vlády Estonska († 2. srpna 2004)
- 2. října – Tilly Fleischerová, německá olympijská vítězka v hodu oštěpem († 14. července 2005)
- 7. října – Jo Jones, americký jazzový bubeník († 3. září 1985)
- 10. října – Clare Hollingworthová, britská spisovatelka a novinářka († 10. ledna 2017)
- 11. října – Juan Carlos Zabala, argentinský olympijský vítěz v maratonu v roce 1932 († 24. ledna 1983)
- 14. října – Lê Ðức Thọ, vietnamský revolucionář, Nobelova cena za mír 1973 († 13. října 1990)
- 20. října – Mona May Karffová, americká šachistka († 10. ledna 1998)
- 21. října – Mary Blairová, americká výtvarnice († 26. července 1978)
- 24. října
  - Clarence M. Kelley, ředitel FBI († 5. srpna 1997)
  - Arkadij Rajkin, sovětský komik († 17. prosince 1987)
- 26. října
  - Mahalia Jackson, americká gospelová zpěvačka († 27. ledna 1972)
  - Sorley MacLean, skotský gaelský básník († 24. listopadu 1996)
- 1. listopadu
  - Henri Troyat, rusko-francouzský spisovatel a historik († 2. března 2007)
  - Sidney Wood, americký tenista († 10. ledna 2009)
- 2. listopadu – Odysseas Elytis, řecký básník, nositel Nobelovy ceny za literaturu 1979 († 18. března 1996)
- 6. listopadu – Maximilian Hüttisch, německý malíř a grafik († 16. září 1988)
- 7. listopadu – Natan Rapaport, americký sochař původem z Polska († 5. června 1987)
- 11. listopadu – Roberto Matta, chilský surrealistický malíř († 23. listopadu 2002)
- 12. listopadu – Buck Clayton, americký jazzový trumpetista († 8. prosince 1991)
- 19. listopadu – Anton Burger, vedoucí koncentračního tábora v Terezíně († 25. prosince 1991)
- 20. listopadu
  - David Seymour, americký fotograf († 10. listopadu 1956)
  - Jean Shileyová, americká olympijská vítězka ve skoku do výšky z roku 1932 († 11. března 1998)
- 25. listopadu – Kurt Lütgen, německý spisovatel († 25. června 1992)
- 26. listopadu – Samuel Reshevsky, americký šachový velmistr († 4. dubna 1992)
- 29. listopadu – Antanas Škėma, litevský spisovatel († 11. srpna 1961)
- 3. prosince – Nino Rota, italský hudební skladatel († 10. dubna 1979)
- 5. prosince
  - Carlos Marighella, brazilský spisovatel a marxistický revolucionář († 4. prosince 1969)
  - Władysław Szpilman, polský klavírista a hudební skladatel († 6. července 2000)
- 6. prosince – Čeng Ťün-li, čínský filmový herec a režisér († 23. dubna 1969)
- 7. prosince
  - Birger Wasenius, finský rychlobruslař († 2. ledna 1940)
  - Gabrielle Woods, americká herečka († 23. září 2006)
- 9. prosince – Broderick Crawford, americký herec († 26. dubna 1986)
- 11. prosince – Nagíb Mahfúz, egyptský romanopisec, Nobelova cena za literaturu 1988 († 30. srpna 2006)
- 12. listopadu – Jehošua Rabinovic, ministr financí Izraele († 14. srpna 1979)
- 13. prosince – Trygve Haavelmo, norský ekonom, Nobelova cena 1989 († 28. července 1999)
- 15. prosince – Stan Kenton, americký jazzový klavírista a hudební skladatel († 25. srpna 1979)
- 16. prosince – Pavol Poljak, slovenský fotograf a publicista († 13. února 1983)
- 25. prosince – Louise Bourgeois, francouzská sochařka († 31. května 2010)
- 26. prosince – Renato Guttuso, italský malíř († 18. ledna 1987)
- 28. prosince – Fritz Kruspersky, německý scénograf a malíř († 29. října 1996)
- 31. prosince – Dal Stivens, australský novinář, spisovatel, humorista a lidový vypravěč († 15. června 1997)
- ? – José F. Aguayo, španělský kameraman († 11. května 1999)
- ? – Alija bint Alí, irácká královna († 21. prosince 1950)

## Úmrtí

### Česko

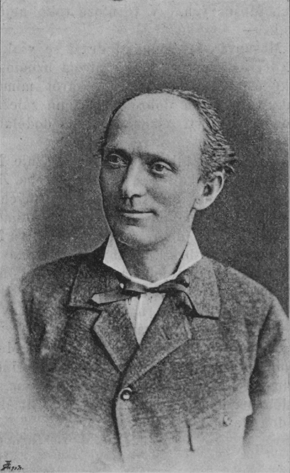
Jindřich Mošna (* 6. května)

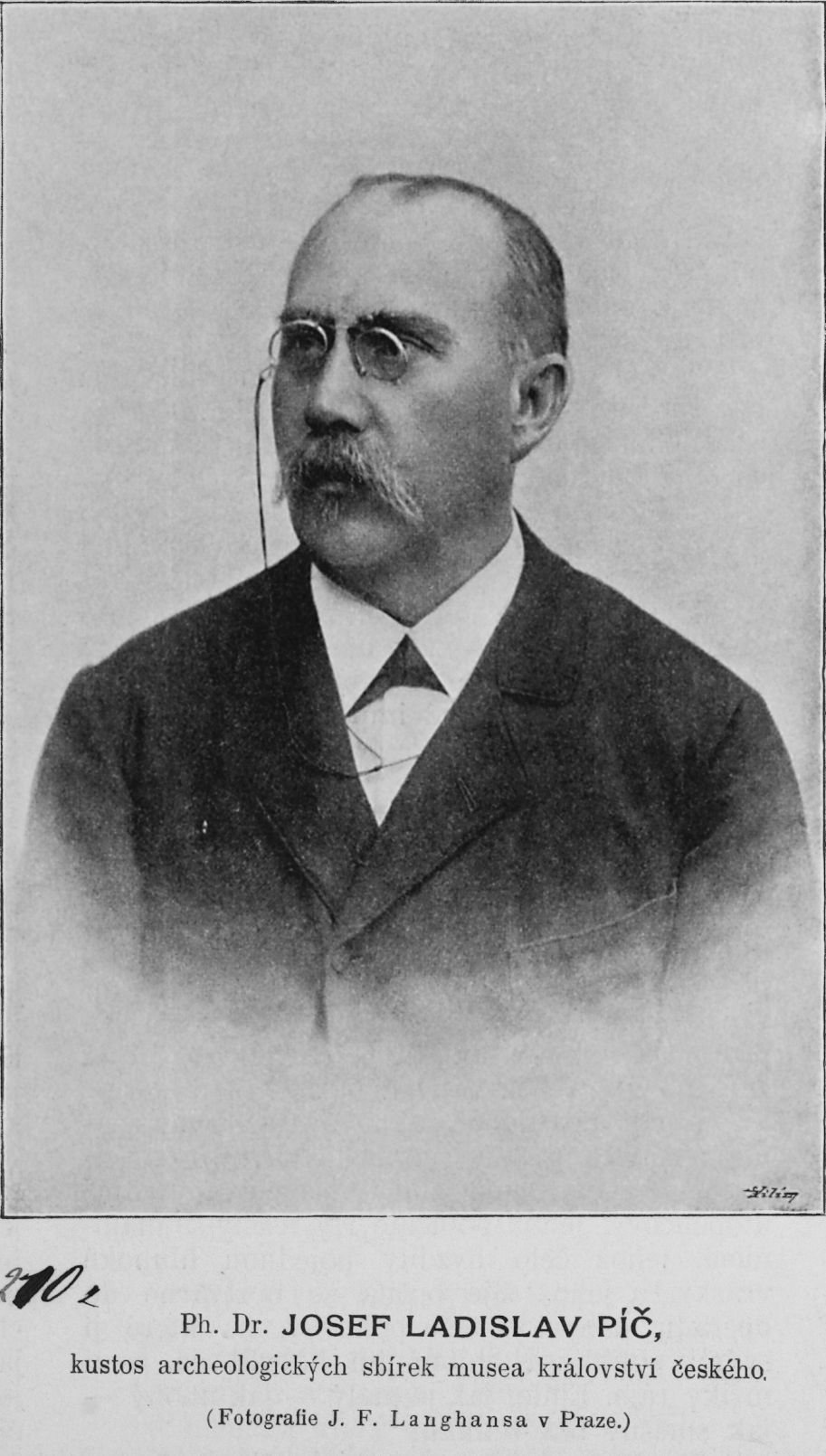
Josef Ladislav Píč (* 19. prosince)

- 4. ledna – Carl von Pohnert, poslanec říšské rady a starosta města Most (* 12. května 1832)
- 15. ledna – Jan Maloch, malíř a fotograf (* 11. června 1825)
- 22. ledna – František Stratil, český advokát a politik (* 15. listopadu 1849)
- 23. ledna – Alois Funke, český politik německé národnosti (* 5. ledna 1834)
- 25. ledna
  - Alois Kirnig, německo-český malíř a ilustrátor (* 10. června 1840)
  - František Jílek, český dirigent a hudební skladatel (* 16. února 1865)
- 14. března – Josef Lowag, regionální spisovatel z oblasti Jeseníků, přírodovědec (* 18. září 1849)
- 17. března – Vavřinec Josef Dušek, historik, dialektolog, etnograf a překladatel (* 5. listopadu 1858)
- 22. března – Vojtěch Hlaváč, český varhaník, skladatel, dirigent a vynálezce působící převážně v Rusku (* 23. března 1849)
- 15. dubna – Vilemína Nerudová, houslistka (* 29. března 1839)
- 16. dubna – Josef Vilímek, český vydavatel (* 1. dubna 1835)
- 4. května – Karel Link, taneční mistr a skladatel (* 4. srpna 1832)
- 6. května – Jindřich Mošna, český herec (* 1. srpna 1837)
- 21. května – Bedřich Kamarýt, kněz, malíř a spisovatel (* 8. září 1831)
- 26. května – Alois Strnad, matematik a geometr (* 1. října 1852)
- 9. června – Josef Čipera, rakouský a český pedagog a politik (* ? 1850)
- 6. července – Ignác Šechtl, český fotograf a průkopník kinematografie (* 26. května 1840)
- 15. července – Karl Eppinger, český právník a politik německé národnosti (* 6. ledna 1853)
- 20. července – František Ladislav Chleborád, český ekonom, průkopník družstevnictví (* 24. listopadu 1839)
- 27. července – Leander Čech, český literární historik (* 27. února 1854)
- 19. srpna – Josef Vydra, taneční mistr a první český pilot balónu (* 18. března 1836)
- 24. srpna – Rudolf Treybal, český zemědělský pedagog, agronom a politik (* 19. dubna 1854)
- 4. října
  - Victor Hadwiger, německý spisovatel žijící v Čechách (* 6. prosince 1878)
  - Ignát Wurm, český kněz a etnograf (* 12. července 1825)
- 17. října – Bohuslava Kecková, historicky první česká lékařka (* 18. března 1854)
- 21. října – Josef J. Pihert, český hudební skladatel a pedagog (* 27. srpna 1845)
- 23. října – František Faktor, český chemik (* 27. března 1861)
- 24. října – Václav Emanuel Mourek, český germanista (* 20. srpna 1846)
- 31. října – Jaroslav Kamper, novinář a kritik (* 12. srpna 1871)
- 2. listopadu – Miloš Jiránek, český malíř (* 19. listopadu 1875)
- 6. listopadu
  - Meinrad Siegl, opat kláštera v Oseku u Duchcova (* 16. října 1842)
  - Mikuláš Karlach, kněz, politik, organizátor církevních a vlasteneckých podniků (* 5. prosince 1831)
- 10. listopadu – Josef Košín z Radostova, advokát a spisovatel (* 14. září 1832)
- 5. prosince – Josef Kyselka, kněz, učitel a spisovatel (* 16. března 1846)
- 12. prosince – Václav Karel Řehořovský, zakladatel české archeologie (* 1. listopadu 1849)
- 19. prosince – Josef Ladislav Píč, zakladatel české archeologie (* 19. ledna 1847)
- 23. prosince – Karl Hoschna, americký skladatel a hobojista českého původu (* 16. srpna 1877)
- 25. prosince – Josef Braniš, historik umění, archeolog a spisovatel (* 23. března 1853)

### Svět

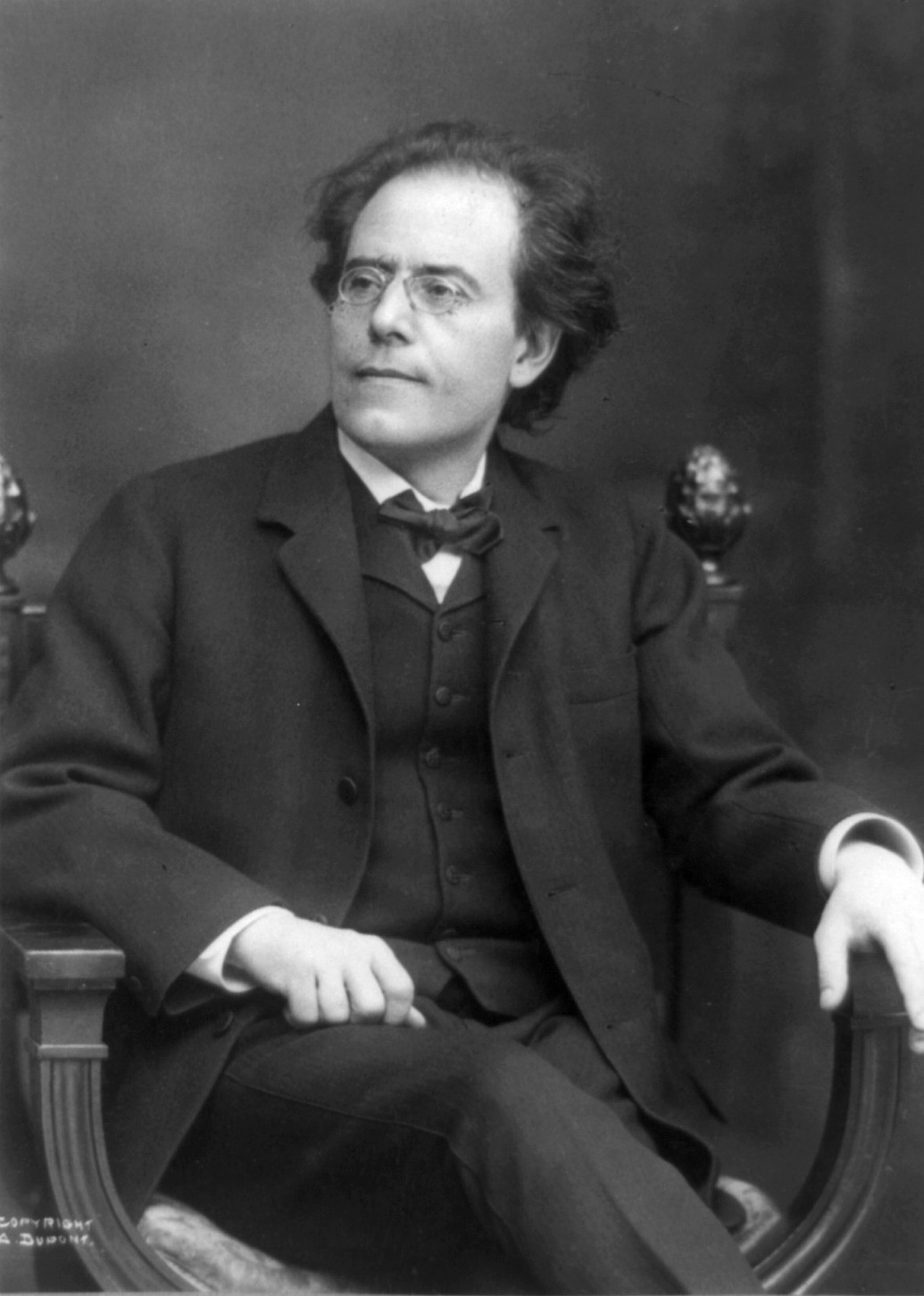
Gustav Mahler (* 18. května)

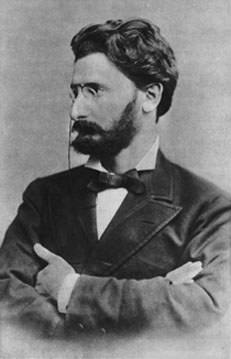
Joseph Pulitzer (* 29. října)

- 17. ledna – Francis Galton, anglický psycholog a antropolog (* 16. února 1822)
- 22. ledna – Rudolf von Merkl, ministr války Rakouska-Uherska (* 28. března 1831)
- 27. ledna – Anton Bielek, slovenský spisovatel (* 10. září 1857)
- 4. února – Piet Cronje, búrský generál (* 4. října 1840)
- 15. února – Theodor Escherich, německý bakteriolog (* 29. října 1857)
- 24. února – Amory N. Hardy, americký fotograf (* 1835)
- 25. února – Fritz von Uhde, německý malíř (* 22. května 1848)
- 1. března – Jacobus Henricus van't Hoff, nizozemský chemik (* 30. srpna 1852)
- 7. března – Antonio Fogazzaro, italský spisovatel (* 25. března 1842)
- 20. března – Adalbert Cziráky, uherský šlechtic, politik a diplomat (* 23. května 1852)
- 24. března – Dragan Cankov, bulharský politik (* 9. listopadu 1828)
- 10. dubna
  - Mikalojus Konstantinas Čiurlionis, litevský hudební skladatel a malíř (* 22. září 1875)
  - Edward Palmer, americký botanik a archeolog (* 12. ledna 1829)
- 11. dubna – Sam Loyd, americký šachista (* 30. ledna 1841)
- 15. dubna – Georg Knorr, švýcarský železniční inženýr a vynálezce (* 13. listopadu 1859)
- 25. dubna – Emilio Salgari, italský spisovatel (* 21. srpna 1862)
- 29. dubna – Jiří ze Schaumburg-Lippe, kníže německého knížectví Schaumburg-Lippe (* 10. října 1846)
- 2. května – Alfred von Kropatschek, generál rakouské armády, konstruktér zbraní (* 30. ledna 1838)
- 18. května – Gustav Mahler, hudební skladatel (* 7. července 1860)
- 27. května – Thursday October Christian II., vůdce kolonie na Pitcairnových ostrovech (* říjen 1820)
- 28. května – Gaston Couté, francouzský básník a šansonier (* 23. září 1880)
- 29. května – W. S. Gilbert, anglický dramatik, libretista, básník a ilustrátor (* 18. listopadu 1836)
- 14. června – Johan Svendsen, norský skladatel, dirigent a houslista (* 30. září 1840)
- 17. června – Othmar Zeidler, rakouský chemik (* 29. srpna 1850)
- 2. července – Felix Josef von Mottl, rakouský dirigent a skladatel (* 24. srpna 1856)
- 5. července – Marie Pia Savojská, portugalská královna (* 14. února 1847)
- 6. července – Alexandra Sasko-Altenburská, ruská velkokněžna (* 8. června 1830)
- 16. července – August Harambašić, chorvatský básník a politik (* 14. července 1861)
- 1. srpna – Konrad Duden, německý filolog (* 3. ledna 1829)
- 12. srpna – Raimund von Stillfried, rakouský malíř a fotograf (* 6. srpna 1839)
- 25. srpna – Anton Emanuel Schönbach, rakouský germanista a literární vědec (* 29. května 1848)
- 12. září
  - Christian Leopold, německý gynekolog (* 24. února 1846)
  - Oscar Kellner, německý agronom (* 13. května 1851)
- 18. září – Pjotr Stolypin, ministerský předseda Ruska (* 14. dubna 1862)
- 24. září
  - Dmitrij Bogrov, ruský revolucionář (* 11. února 1887)
  - Filip Zaleski, předlitavský státní úředník a politik (* 28. června 1836)
- 1. října – Wilhelm Dilthey, německý filosof (* 19. listopadu 1833)
- 3. října – Kazuo Hatojama, japonský politik (* 6. května 1856)
- 7. října – Alexander Wielemans von Monteforte, rakouský architekt (* 4. února 1843)
- 9. října – Elzéar Abeille de Perrin, francouzský entomolog (* 3. ledna 1843)
- 18. října – Alfred Binet, francouzský psycholog (* 8. července 1857)
- 19. října – Eugene Burton Ely, americký letecký průkopník (* 21. října 1886)
- 29. října – Joseph Pulitzer, maďarsko-americký novinář, zakladatel Pulitzerovy ceny (* 10. dubna 1847)
- 10. listopadu – Félix Ziem, francouzský malíř (* 26. února 1821)
- 16. listopadu – Ján Mocko, slovenský evangelický duchovní, církevní a literární historik (* 26. ledna 1843)
- 26. listopadu – Paul Lafargue, politický aktivista, zeť Karla Marxe (* 15. ledna 1842)
- 1. prosince – Vasilij Maximovič Maximov, ruský realistický malíř (* 17. ledna 1844)
- 5. prosince – Valentin Alexandrovič Serov, ruský malíř a grafik (* 19. ledna 1865)
- 10. prosince – Joseph Dalton Hooker, anglický botanik (* 30. června 1817)
- 13. prosince – Nikolaj Nikolajevič Beketov, ruský fyzikální chemik (* 13. ledna 1827)
- 20. prosince – Paul Topinard, francouzský antropolog a lékař (* 4. listopadu 1830)
- ? – Eugenio Interguglielmi, italský fotograf (* 1850)

## Hlavy států
- České království – František Josef I.
- Papež – Pius X.
- Království Velké Británie – Jiří V.
- Francie – Armand Fallières
- Uherské království – František Josef I.
- Rakouské císařství – František Josef I.
- Japonsko – Meidži
- Čínské císařství/Sinchajská revoluce – Süan-tchung (Pchu-i)